# 星系舰队
《星系舰队》是一款由Blendo Games于2010年开发的回合制策略太空战斗电子游戏。2010年3月，游戏在Microsoft Windows的Steam及Xbox 360的Xbox Live Indie Games上正式发行。《星系舰队》使用Microsoft XNA工具设计，游戏开发受到了动物和《轴心国与同盟国》与《魔镇惊魂》等棋盘游戏的影响，通过随机生成的星系将玩家带入冒险旅程。
布兰登·钟（Brendon Chung）曾是Pandemic Studios的一名设计师，在工作室关闭后即开始《星系舰队》的开发工作。游戏使用了钟早期制作的太空游戏《太空皮纳塔》（Space Piñata）的战斗原型。《星系舰队》在其乐谱中还融合了几段古典音乐，其中包括肖邦的《雨滴》前奏。电子游戏媒体对《星系舰队》评价褒贬不一，评论汇总媒体Metacritic给出了72分（满分100分），游戏还被收录于迈克·罗斯（Mike Rose）的《不可错过的250款独立游戏》中。

## 游戏玩法

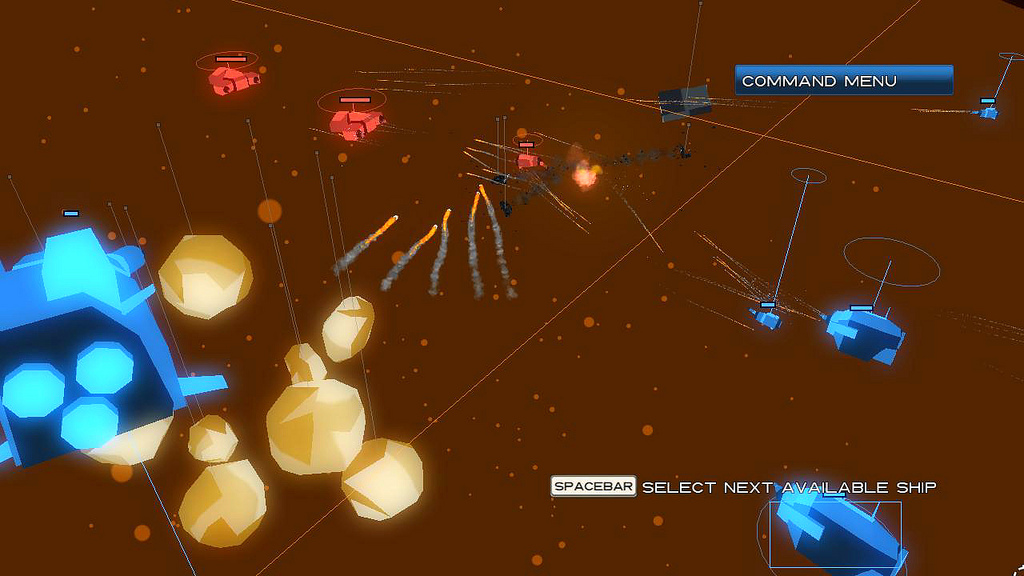
《星系舰队》允许玩家和AI对手每30秒向各自飞船发出命令，然后实时观察命令执行情况。

《星系舰队》是以随机生成的星系为背景的三维同步回合制策略太空战斗电子游戏。玩家和计算机控制的对手向各自飞船发出命令，这些命令将在30秒内实时同步完成，然后游戏暂停，玩家和对手向飞船下达新命令，并再次执行30秒。此过程一直重复，直到有一方游戏失败。指令分为三组：攻击移动，侧翼移动和集中火力。攻击移动可以使飞船同时移动和开火；侧翼移动可以增加飞船速度，但会使武器失效直至船停止移动；集中火力可以增加射击速度，但会大幅降低飞船速度。
在游戏开始时，玩家会控制两艘飞船，但随着游戏的继续，会有更多的飞船可供操作，飞船可以向任意方向旋转:2。《星系舰队》的单人游戏模式取名为“冒险”（Adventure），不限游戏次数，每局游戏大约30分钟。角色在每次冒险结束时死亡，玩家可以选择重新游戏:2，后来游戏加入了专家模式，取消了30分钟的时间限制。玩家每次开始新的冒险时，都会随机生成一个充满行星和敌舰的新星系，在开始冒险之前，玩家可以参考简易教程。
每颗行星都为玩家提供了一个任务或挑战。挑战为战术型战斗，玩家必须与各种各样的敌人作战，飞船只能从后面或下面受到伤害，来自任何其他位置的攻击都会被飞船的盾牌抵挡。成功通关后，玩家的故事系列将增加一个新的章节，并且玩家将获得飞船升级奖励。升级飞船可以使其具有特制的改进功能，例如提高射击速度或增强后方护甲。每次与对手战斗后，玩家可获得不同程度的升级经验，所以当玩家在不同冒险遇到相同对手时，可能会获得不同奖励。《星系舰队》支持合作模式和分屏多人模式，可与其他Xbox 360控制器共同游戏。

## 开发

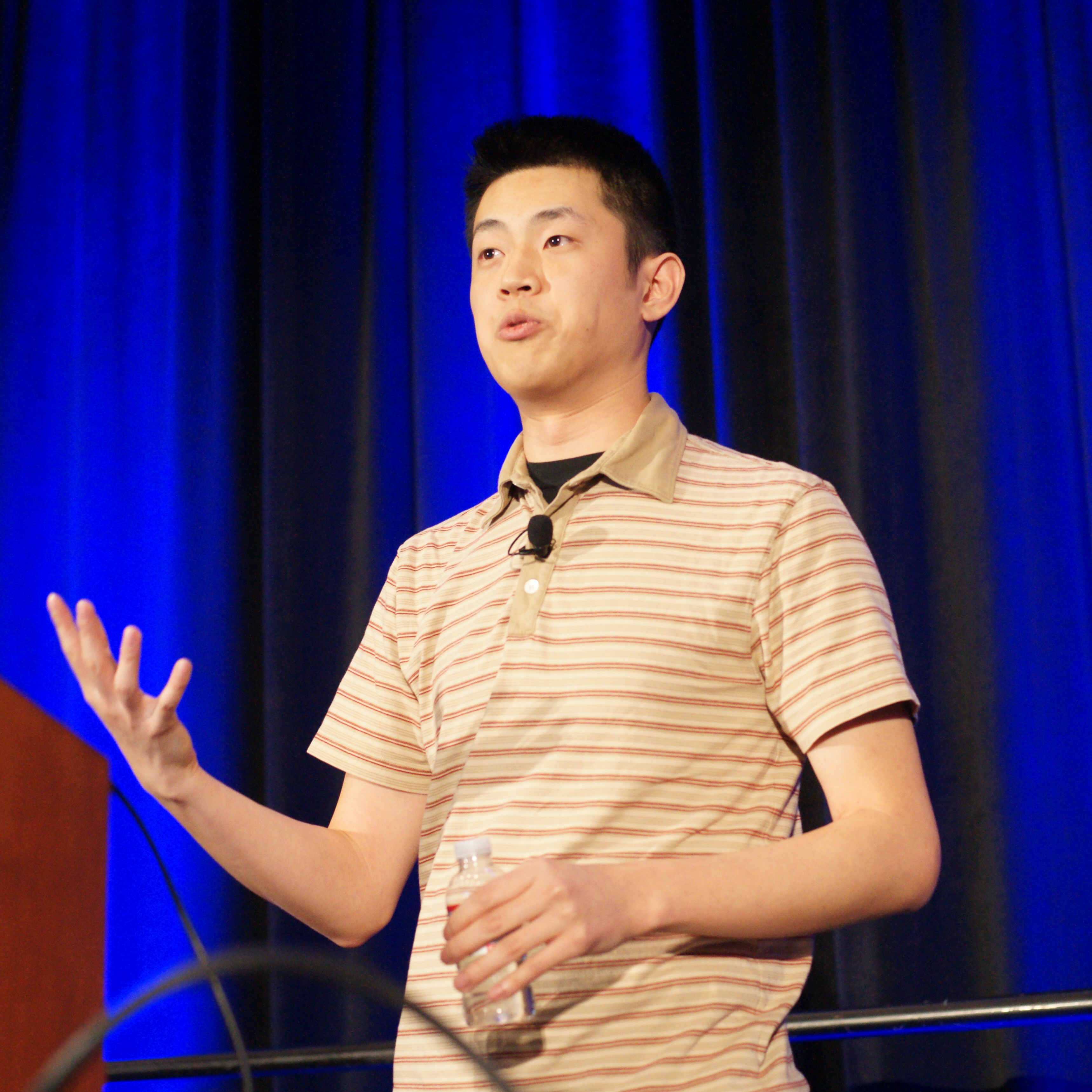
《星系舰队》的开发者布兰登·钟

《星系舰队》由布兰登·钟（Brendon Chung）的电子游戏工作室Blendo Games完成开发。钟曾是Pandemic Studios的关卡设计师，参与过《全能战士》和《指环王：征服》等游戏的研发。在2009年艺电关闭Pandemic Studios后，钟开始设计《星系舰队》。工作室关闭时他很兴奋，并说道“我的血管中充满了肾上腺素”。游戏使用了微软创建的游戏工具Microsoft XNA进行开发。
《星系舰队》的概念来自“《星球大战》和潜艇电影等科幻片”的结合。钟解释道，他“认为关于小型战机的游戏已经够多了”，他所想的是“一艘飘浮在太空中的大型战舰”。游戏角色是动物而非外星人，钟解释说这是因为“任何我想出的奇幻生物与其他人已存在的设计相比，都会显得苍白无力。”因此，他没有尝试创造引人注目的外星角色，而是将目光转向了动物：“（它们）具有某些内在特征并且非常独特，因为它们与太空探险没有什么特别联系。”在接受SquareGo的采访时，钟透露，《轴心国与同盟国》和《魔镇惊魂》等棋类游戏在游戏的开发过程中也发挥了重要作用。
在开发《星系舰队》前，钟曾制作过一款名为《太空皮纳塔》（Space Piñata）的二维回合制太空动作游戏，其游戏玩法和结构与《星系舰队》最终版相似。钟有意将单人模式限制为“制作一个短篇故事生成器的实验”，这样可以在半小时内完成一个冒险。在收到了消极反响后，游戏增加了一个补丁以更改限制，该补丁包含了一个新的“专家”模式。《星系舰队》的乐谱中包含了几段古典音乐，其中包括肖邦的《雨滴》前奏。据《Edge》杂志报道，《雨滴》前奏给游戏战斗带来了“一股情感暗流”。钟说，配乐的目的是为了给游戏增加“一种悲剧的感觉”，他希望游戏被描述成“刺激抗睾丸激素分泌”的动作游戏。
2020年2月27日，在《星系舰队》发布十周年纪念日之际，Blendo games以开源软件的形式向公众发布了游戏的源代码。源代码由GitHub上的zlib授权，但游戏资产不包括在内，需要额外购买。

## 反响
《星系舰队》发行后，电子游戏媒体对其评价褒贬不一。Metacritic网站根据7条评论给予了游戏72分的平均分（满分100分）。英国杂志《Edge》将《星系舰队》列入Xbox Live Marketplace 2010年年度20款最佳独立游戏之一，并称赞该游戏“既精巧又诡异，在糖衣下藏着炮弹”。迈克·罗斯（Mike Rose）将《星系舰队》收入其书《不可错过的250款独立游戏》中。
《PC Gamer美国》评论称《星系舰队》“令人痴迷并充满了小规模战术乐趣”。与此同时，《PC Gamer英国》对游戏进行了详细说明，虽然它具有“魅力和特点”，但仍是一种随机体验。《PC Zone UK》将《星系舰队》描述为时尚有趣的一款游戏，但得出的结论是“可悲的一次性”体验。《Edge》对游戏评价不一，但称赞了其战斗部分，他们认为战斗“虽然简单，但很吸引人”。Charge Shot网站的一名编者称赞了游戏的人工智能和整体设计，但对多人游戏模式进行了批评。
Bit-Tech的乔·马丁（Joe Martin）称《星系舰队》为“搞笑和大胆的原创游戏”，然而他批评了游戏界面和导航玩法，他谴责这种做法是“试图用他人的脚来驾驶无线电控制的直升机”。他还提到战斗中缺乏加速功能；马丁认为这种功能是游戏所必需的。《GameZone》的汤姆·丹恩（Tom Dann）也对飞船操纵技术感到失望，尽管他总结说这些技术“也可以让人获得娱乐感”。《星系舰队》被提名为2011年独立游戏节最佳视觉奖，但最终不敌《失忆症：黑暗后裔》。游戏同样被提名为最佳画面效果奖和卓越设计奖。

## 续作
2018年4月，Blendo Games宣布《星系舰队2》的预计发行日期为2018年8月1日。该续作专为虚拟现实（VR）设备设计，最初为HTC Vive独占；VR可以让玩家在太空环境中随意移动并制定战术。